# Siegfried Liebschner

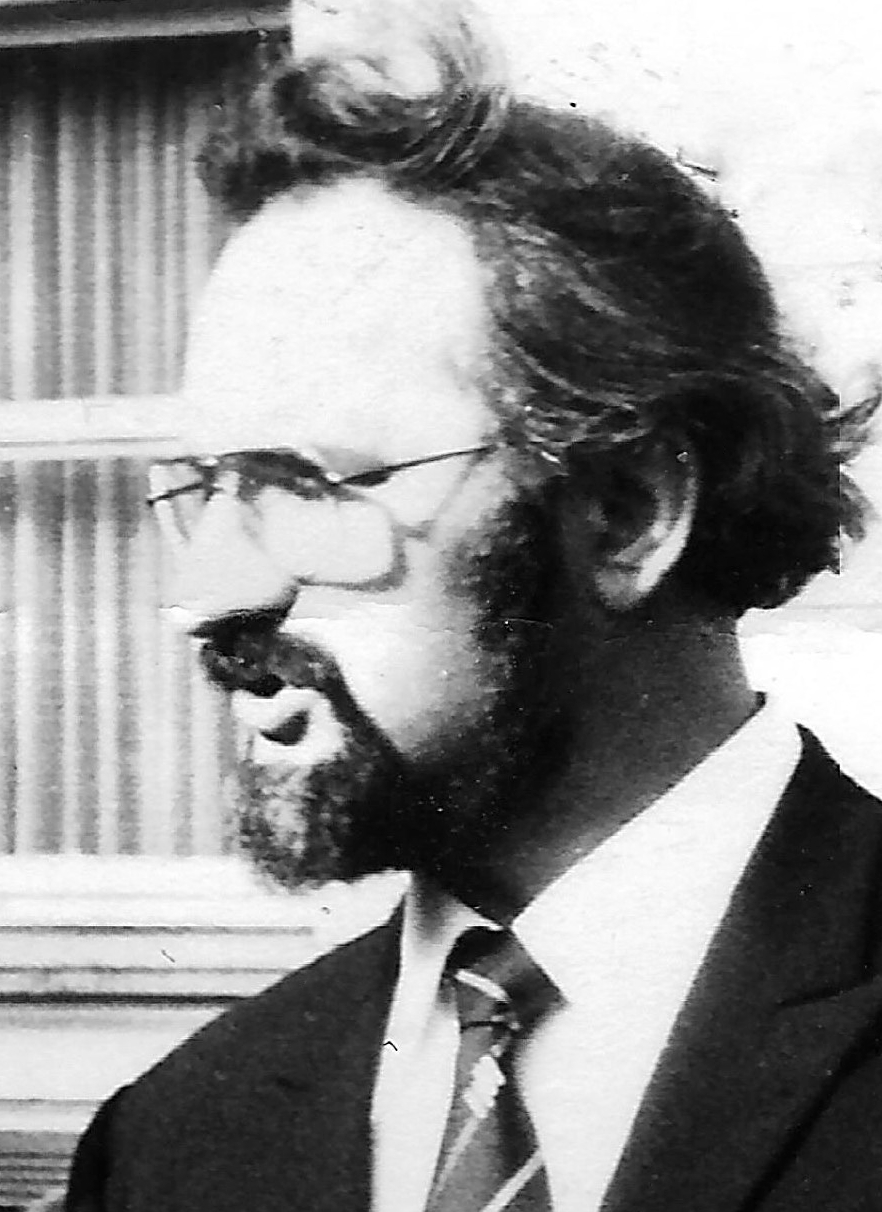
Siegfried Liebschner (1976)

Siegfried Liebschner (* 9. August 1935 in Bad Bramstedt; † 24. Februar 2006 in Hamburg-Schnelsen) war ein Baptistenpastor und Dozent für Praktische Theologie am Theologischen Seminar des Bundes Evangelisch-Freikirchlicher Gemeinden.

## Leben
Siegfried Liebschner entstammte einer Bad Bramstedter Tischlerfamilie. Nach dem Abitur 1953 immatrikulierte er sich an der Theologischen Fakultät der Universität Hamburg.

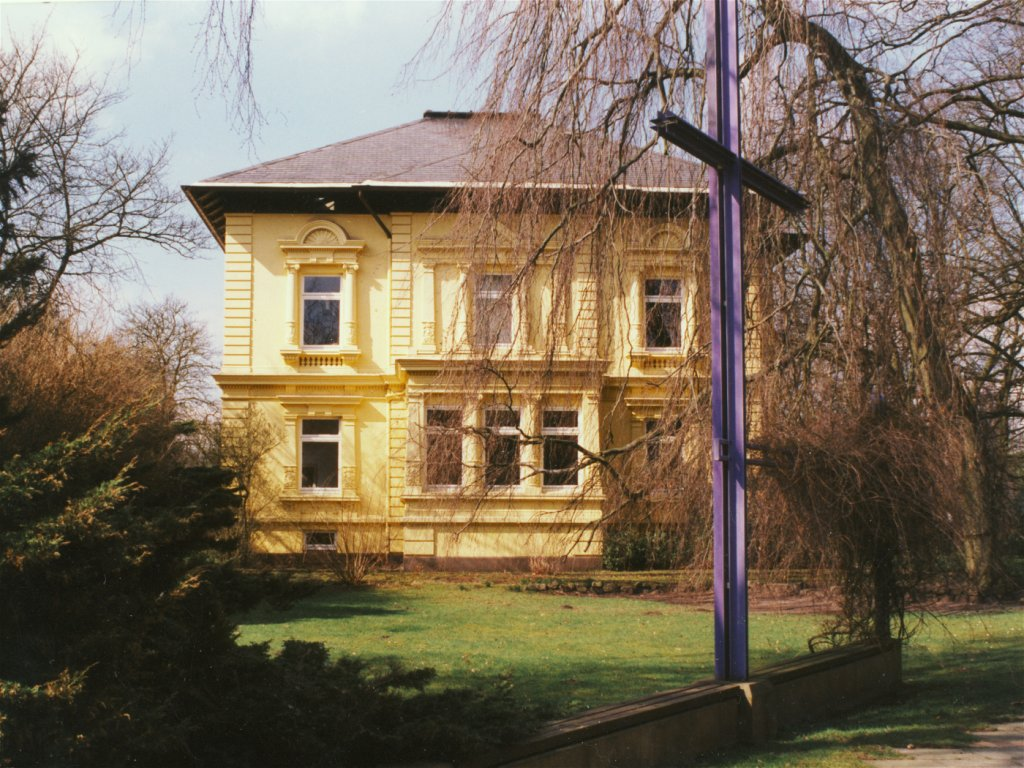
Gelbe Villa – Baptistisches Gemeindezentrum Elmshorn, der erste Dienstort von Siegried Liebschner

Im Anschluss an sein Magisterexamen wirkte er zunächst ab 1962 als Seelsorger der Studentenarbeit des Bundes Evangelisch-Freikirchlicher Gemeinden (Baptisten). 1966 wurde er von der Baptistengemeinde Elmshorn als Pastor berufen. Nach einem fünfjährigen Gemeindedienst wechselte er 1971 an das Theologische Seminar des Bundes Evangelisch-Freikirchlicher Gemeinden, das seinen damaligen Standort in Hamburg-Horn hatte. Hier lehrte Siegfried Liebschner Praktische Theologie. In seiner Gemeinde in Elmshorn wirkte er weiterhin viele Jahre als Gemeindeleiter.
Auch nach dem Umzug der theologischen Ausbildungsstätte nach Wustermark-Elstal war Liebschner bis zu seinem Eintritt in den Ruhestand (2001) im Seminar als Dozent tätig.

## Familie
Siegfried Liebschner heiratete 1963 die Lehrerin Helga Hoedtke. Aus der Ehe gingen zwei Kinder hervor.

## Bedeutung
Siegfried Liebschner gehörte zu den Mitbegründern des Arbeitskreises für evangelikale Theologie (AfeT) und  der Geistlichen Gemeindeerneuerung im Bund der Evangelisch-Freikirchlichen Gemeinden. Anfang der 1970er Jahre engagierte er sich für einen Brückenschlag zwischen evangelikaler Theologie und Charismatischer Bewegung.

## Werke in Auswahl
- Die Lehre vom Gebet als Testfall der christlichen Gotteslehre, in: Wer ist das – Gott? Christliche Gotteserkenntnis in den Herausforderungen der Gegenwart, Gießen 1982 (Hrsg.: Helmut Burkhardt).
- Dem Heiligen Geist Raum geben. Leitlinien aus Römer 8, Kassel 2005, ISBN 3-87939-802-X.
- Dem neuen Menschen eine Chance geben. Baptistische Beiträge zu einer Theologie des Heiligen Geistes (Baptismusstudien; 10). hrsg. v. Uwe Swarat, Kassel 2006, ISBN 3-87939-210-2.
- Geistliche Leitung – eine biblischtheologische Orientierung. In: Arbeiten und arbeiten lassen. Prinzipien der geistlichen Leitung (Herausgeber Heinrich Christian Rust). Wuppertal 1993. S. 7–20

Eine vollständige Bibliographie bietet die posthum herausgegebene Schrift Siegfried Liebscher: Dem neuen Menschen eine Chance geben. Baptistische Beiträge zu einer Theologie des Heiligen Geistes (hrsg. von Uwe Swarat), Kassel 2006, S. 237–242.